# Mantry
Mantry est une commune française située dans le département du Jura, dans la région culturelle et historique de Franche-Comté et la région administrative Bourgogne-Franche-Comté.

## Géographie

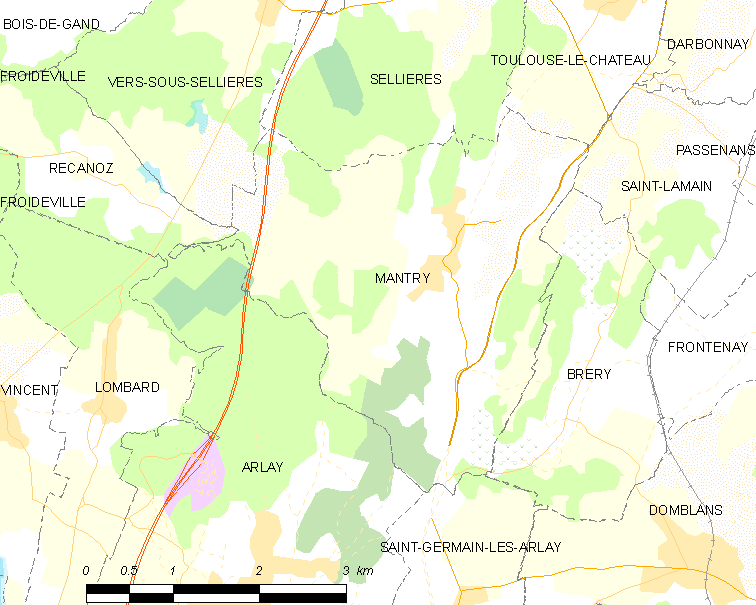
Situation de Mantry.

### Climat
Pour des articles plus généraux, voir Climat de la Bourgogne-Franche-Comté et Climat du département du Jura.
En 2010, le climat de la commune est de type climat de montagne, selon une étude du Centre national de la recherche scientifique s'appuyant sur une série de données couvrant la période 1971-2000. En 2020, Météo-France publie une typologie des climats de la France métropolitaine dans laquelle la commune est exposée à un climat semi-continental et est dans la région climatique  Jura, caractérisée par une forte pluviométrie en toutes saisons (1 000 à 1 500 mm/an), des hivers rigoureux et un ensoleillement médiocre. 
Pour la période 1971-2000, la température annuelle moyenne est de 10,4 °C, avec une amplitude thermique annuelle de 17,2 °C. Le cumul annuel moyen de précipitations est de 1 224 mm, avec 13,2 jours de précipitations en janvier et 9 jours en juillet. Pour la période 1991-2020, la température moyenne annuelle observée sur la station météorologique de Météo-France la plus proche, « Lombard », sur la commune de Lombard à 4 km à vol d'oiseau, est de 12,1 °C et le cumul annuel moyen de précipitations est de 1 128,6 mm. 
La température maximale relevée sur cette station est de 39,5 °C, atteinte le 24 juillet 2019 ; la température minimale est de −16,5 °C, atteinte le 5 février 2012,,. 
Les paramètres climatiques de la commune ont été estimés pour le milieu du siècle (2041-2070) selon différents scénarios d'émission de gaz à effet de serre à partir des nouvelles projections climatiques de référence DRIAS-2020. Ils sont consultables sur un site dédié publié par Météo-France en novembre 2022.

## Urbanisme

### Typologie
Au 1er janvier 2024, Mantry est catégorisée commune rurale à habitat dispersé, selon la nouvelle grille communale de densité à sept niveaux définie par l'Insee en 2022.
Elle est située hors unité urbaine. Par ailleurs la commune fait partie de l'aire d'attraction de Lons-le-Saunier, dont elle est une commune de la couronne,. Cette aire, qui regroupe 139 communes, est catégorisée dans les aires de 50 000 à moins de 200 000 habitants,.

### Occupation des sols
L'occupation des sols de la commune, telle qu'elle ressort de la base de données européenne d’occupation biophysique des sols Corine Land Cover (CLC), est marquée par l'importance des territoires agricoles (71,6 % en 2018), une proportion sensiblement équivalente à celle de 1990 (71,1 %). La répartition détaillée en 2018 est la suivante : 
terres arables (28,2 %), forêts (25 %), prairies (24,2 %), zones agricoles hétérogènes (17,5 %), zones urbanisées (3,4 %), cultures permanentes (1,8 %). L'évolution de l’occupation des sols de la commune et de ses infrastructures peut être observée sur les différentes représentations cartographiques du territoire : la carte de Cassini (XVIIIe siècle), la carte d'état-major (1820-1866) et les cartes ou photos aériennes de l'IGN pour la période actuelle (1950 à aujourd'hui).

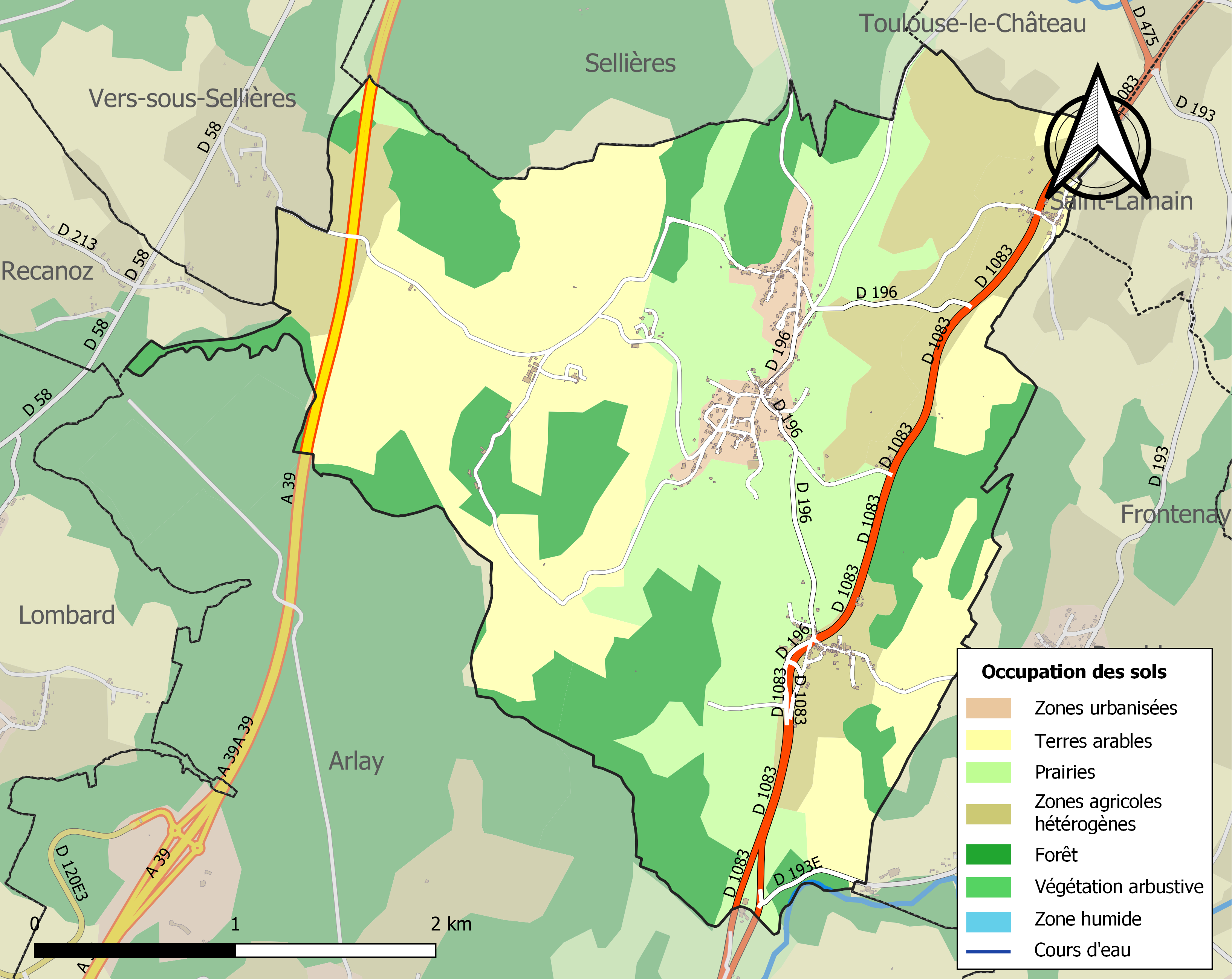
Carte des infrastructures et de l'occupation des sols de la commune en 2018 (CLC).

## Histoire
Le prieuré du Sauvement, prieuré féminin de l' Ordre de Fontevraud abandonné au XVe siècle, a été institué par Jean Ier de Chalon pour sa fille Mahaut non loin du château familial d'Arlay sur le territoire actuel de la commune de Mantry.
Entre 1790 et 1794, Mantry absorbe les communes éphémères de Bonne et Sauvement.

## Politique et administration

### Tendances politiques et résultats

#### Élections Présidentielles
Le village de Mantry place en tête à l'issue du premier tour de l'élection présidentielle française de 2017, Marine Le Pen (RN) avec 21,64 % des suffrages. Mais lors du second tour, Emmanuel Macron (LaREM) est en tête avec 62,06 %.

#### Élections Régionales
Le village de Mantry place la liste "Notre Région Par Cœur" menée par Marie-Guite Dufay, présidente sortante (PS) en tête, dès le 1er tour des élections régionales de 2021 en Bourgogne-Franche-Comté, avec 25,55 % des suffrages. Lors du second tour, les habitants décideront de placer de nouveau la liste de "Notre Région Par Cœur" menée par Marie-Guite Dufay, présidente sortante (PS) en tête, avec cette fois-ci, près de 48,78 % des suffrages. Devant les autres listes menées par Gilles Platret (LR) en seconde position avec 26,02 %, Julien Odoul (RN), troisième avec 19,51 % et en dernière position celle de Denis Thuriot (LaREM) avec 5,69 %. Il est important de souligner une abstention record lors de cette élection qui n'ont pas épargné le village de Mantry avec lors du premier tour 62,56 % d'abstention et au second, 66,41 %.

#### Élections Départementales
Le village de Ruffey-sur-Seille faisant partie du Canton de Bletterans place le binôme de Philippe Antoine (LaREM) et Danielle Brulebois (LaREM), en tête, dès le 1er tour des élections départementales de 2021 dans le Jura, avec 51,47 % des suffrages. Lors du second tour, les habitants décideront de placer de nouveau le binôme de Philippe Antoine (LaREM) et Danielle Brulebois (LaREM), en tête, avec cette fois-ci, près de 73,04 % des suffrages. Devant l'autre binôme menée par Josiane Hoellard (RN) et Michel Seuret (RN) qui obtient 26,96 %. Il est important de souligner une abstention record lors de cette élection qui n'ont pas épargné le village de Mantry avec lors du premier tour 62,05 % d'abstention et au second, 66,41 %.

### Liste des maires de Mantry
| Période   | Période   | Identité         | Étiquette | Qualité |
| --------- | --------- | ---------------- | --------- | ------- |
| mars 1989 | mars 2001 | Alfred Sepret    |           |         |
| mars 2001 | mars 2008 | Pierre Corberand |           |         |
| mars 2008 | mars 2014 | Madeleine Bardet |           |         |
| mars 2014 | En cours  | Jean-Paul Gerdy  | DVG       | ouvrier |

## Démographie
L'évolution du nombre d'habitants est connue à travers les recensements de la population effectués dans la commune depuis 1793. Pour les communes de moins de 10 000 habitants, une enquête de recensement portant sur toute la population est réalisée tous les cinq ans, les populations de référence des années intermédiaires étant quant à elles estimées par interpolation ou extrapolation. Pour la commune, le premier recensement exhaustif entrant dans le cadre du nouveau dispositif a été réalisé en 2005.

En 2022, la commune comptait 472 habitants, en évolution de +5,12 % par rapport à 2016 (Jura : −0,81 %, France hors Mayotte : +2,11 %).
| 1793 | 1800 | 1806 | 1821 | 1831  | 1836  | 1841  | 1846  | 1851  |
| ---- | ---- | ---- | ---- | ----- | ----- | ----- | ----- | ----- |
| 867  | 491  | 523  | 583  | 1 232 | 1 304 | 1 394 | 1 399 | 1 436 |

| 1856  | 1861  | 1866  | 1872  | 1876  | 1881  | 1886  | 1891  | 1896  |
| ----- | ----- | ----- | ----- | ----- | ----- | ----- | ----- | ----- |
| 1 298 | 1 290 | 1 312 | 1 306 | 1 303 | 1 178 | 1 135 | 1 056 | 1 045 |

| 1901 | 1906 | 1911 | 1921 | 1926 | 1931 | 1936 | 1946 | 1954 |
| ---- | ---- | ---- | ---- | ---- | ---- | ---- | ---- | ---- |
| 986  | 874  | 806  | 735  | 685  | 610  | 582  | 560  | 465  |

| 1962 | 1968 | 1975 | 1982 | 1990 | 1999 | 2005 | 2006 | 2010 |
| ---- | ---- | ---- | ---- | ---- | ---- | ---- | ---- | ---- |
| 454  | 454  | 413  | 425  | 431  | 456  | 461  | 458  | 441  |

| 2015 | 2020 | 2022 | - | - | - | - | - | - |
| ---- | ---- | ---- | - | - | - | - | - | - |
| 443  | 479  | 472  | - | - | - | - | - | - |

## Lieux et monuments

### Voies
| 42 odonymes recensés à Mantry au 17 novembre 2013             | 42 odonymes recensés à Mantry au 17 novembre 2013 | 42 odonymes recensés à Mantry au 17 novembre 2013 | 42 odonymes recensés à Mantry au 17 novembre 2013 | 42 odonymes recensés à Mantry au 17 novembre 2013 | 42 odonymes recensés à Mantry au 17 novembre 2013 | 42 odonymes recensés à Mantry au 17 novembre 2013 | 42 odonymes recensés à Mantry au 17 novembre 2013 | 42 odonymes recensés à Mantry au 17 novembre 2013 | 42 odonymes recensés à Mantry au 17 novembre 2013 | 42 odonymes recensés à Mantry au 17 novembre 2013 | 42 odonymes recensés à Mantry au 17 novembre 2013 | 42 odonymes recensés à Mantry au 17 novembre 2013 | 42 odonymes recensés à Mantry au 17 novembre 2013 | 42 odonymes recensés à Mantry au 17 novembre 2013 | 42 odonymes recensés à Mantry au 17 novembre 2013 |
| Allée                                                         | Avenue                                            | Bld                                               | Chemin                                            | Cours                                             | Impasse                                           | Côte                                              | Passage                                           | Place                                             | Quai                                              | Rd-point                                          | Route                                             | Rue                                               | Ruelle                                            | Autres                                            | Total                                             |
| ------------------------------------------------------------- | ------------------------------------------------- | ------------------------------------------------- | ------------------------------------------------- | ------------------------------------------------- | ------------------------------------------------- | ------------------------------------------------- | ------------------------------------------------- | ------------------------------------------------- | ------------------------------------------------- | ------------------------------------------------- | ------------------------------------------------- | ------------------------------------------------- | ------------------------------------------------- | ------------------------------------------------- | ------------------------------------------------- |
| 0                                                             | 0                                                 | 0                                                 | 2                                                 | 0                                                 | 0                                                 | 0                                                 | 0                                                 | 3                                                 | 0                                                 | 0                                                 | 6                                                 | 30                                                | 0                                                 | 1                                                 | 42                                                |
| Notes « N »                                                   |                                                   |                                                   |                                                   |                                                   |                                                   |                                                   |                                                   |                                                   |                                                   |                                                   |                                                   |                                                   |                                                   |                                                   |                                                   |
| Sources : rue-ville.info & OpenStreetMap & FNACA-GAJE du Jura |                                                   |                                                   |                                                   |                                                   |                                                   |                                                   |                                                   |                                                   |                                                   |                                                   |                                                   |                                                   |                                                   |                                                   |                                                   |

## Personnalités liées à la commune
- François Mitterrand[22]sera accueilli à Mantry chez ses cousins par alliance les Sarrazin à son retour de captivité.